# Sliporid
Der Sliporid (ukrainisch Сліпорід; russisch Слепород Sleporod) ist ein rechter Nebenfluss der Sula in der zentralukrainischen Oblast Poltawa. Der im Dneprtiefland fließende Fluss hat eine Länge von 83 km und ein Einzugsgebiet von 560 km². Die Breite des Sliporids schwankt zwischen 4 und 10 m.